# 韦家碾站
韦家碾站位于中华人民共和国四川省成都市金牛区凤凰山街道，是成都地铁1号线与27号线的换乘站，也是1号线的北端终点站，1号线于2018年3月18日开通使用，27号线于2024年12月19日开通使用。

## 车站概要
韦家碾站位于凤凰山街道北三环路三段南侧，荆竹西路双瑞四路口北侧，沿双瑞四路呈南北向布置。因老地名“韦家碾”而得名。
按1号线三期工程原规划，北端终点站应为赖家店站。但因受凤凰山机场军事管理区及四川省陆上运动学校无法搬迁影响，韦家碾站至赖家店站区间及赖家店站不具备施工条件，最终放弃建设。韦家碾站在微调布局，增加站后折返线后，成为现在的终点站。
27号线自西向东来到韦家碾站，与1号线换乘后，转为向北延伸。27号线韦家碾站自2021年开始施工，于2024年12月19日完工启用。
成都德阳线设有韦家碾站，为南端终点站，2023年开工，预计2027年启用。

## 车站结构
韦家碾站1号线主体部分为地下两层三柱四跨侧式站台车站，总长217米，标准段宽度26.26米，车站总建筑面积15,552平方米。另设渡线部分为单层区间，站后交叉渡线及双停车线区间长度为322米，站前单渡线区间长度为158米。
韦家碾站共设5个出入口及2个消防疏散出入口。4个出入口分别位于车站所处的四个象限，后新增E出入口。车站设3组风亭，1号风亭组位于车站的南端，设新风亭、排风亭和活塞风亭，均为1米高低矮敞口风亭；2号风亭组位于车站的北端，设新风亭、排风亭、活塞风亭，均为1米高低矮敞口风亭，位于公交枢纽地块内，与公交站场结合。3号风亭位于车站北端盾构井西侧，仅设活塞风亭。冷却塔设置于1号风亭组处，为半下沉式冷却塔（出地面高度不超过2米）。
韦家碾站1号线主体部分施工方法采用放坡＋桩＋支撑施工，底板主要位于密实卵石土中。过三环及电力隧道区间采用盾构法施工，其余渡线区间均采用明挖法施工。
韦家碾站27号线主体部分为地下两层双柱三跨14米宽岛式站台车站，全长246米，宽22.7米，总建筑面积15859平方米。车站采用明挖法施工。
| 地面                             | 0    | 出口A–E·G |
| 地下一层                         | 站厅 | 自助购票 客服中心 |
| 地下二层                         | 站台 | \| 側式 · 開右邊车门 \| \| \| \| \| \| 1号线下客站台 \| \| \| \| 1号线往科学城或五根松（升仙湖） \| \| 側式 · 開右邊车门 \| \| \| \| \| \| 27号线往石佛（赖家店） \| \| 島式 · 開左邊车门 · 无障碍卫生间 \| \| \| \| \| \| 27号线往蜀鑫路（双水碾） \| |
| 側式 · 開右邊车门                |      | |
|                                  |      | 1号线下客站台 |
|                                  |      | 1号线往科学城或五根松（升仙湖） |
| 側式 · 開右邊车门                |      | |
|                                  |      | 27号线往石佛（赖家店） |
| 島式 · 開左邊车门 · 无障碍卫生间 |      | |
|                                  |      | 27号线往蜀鑫路（双水碾） |

## 内装与公共艺术

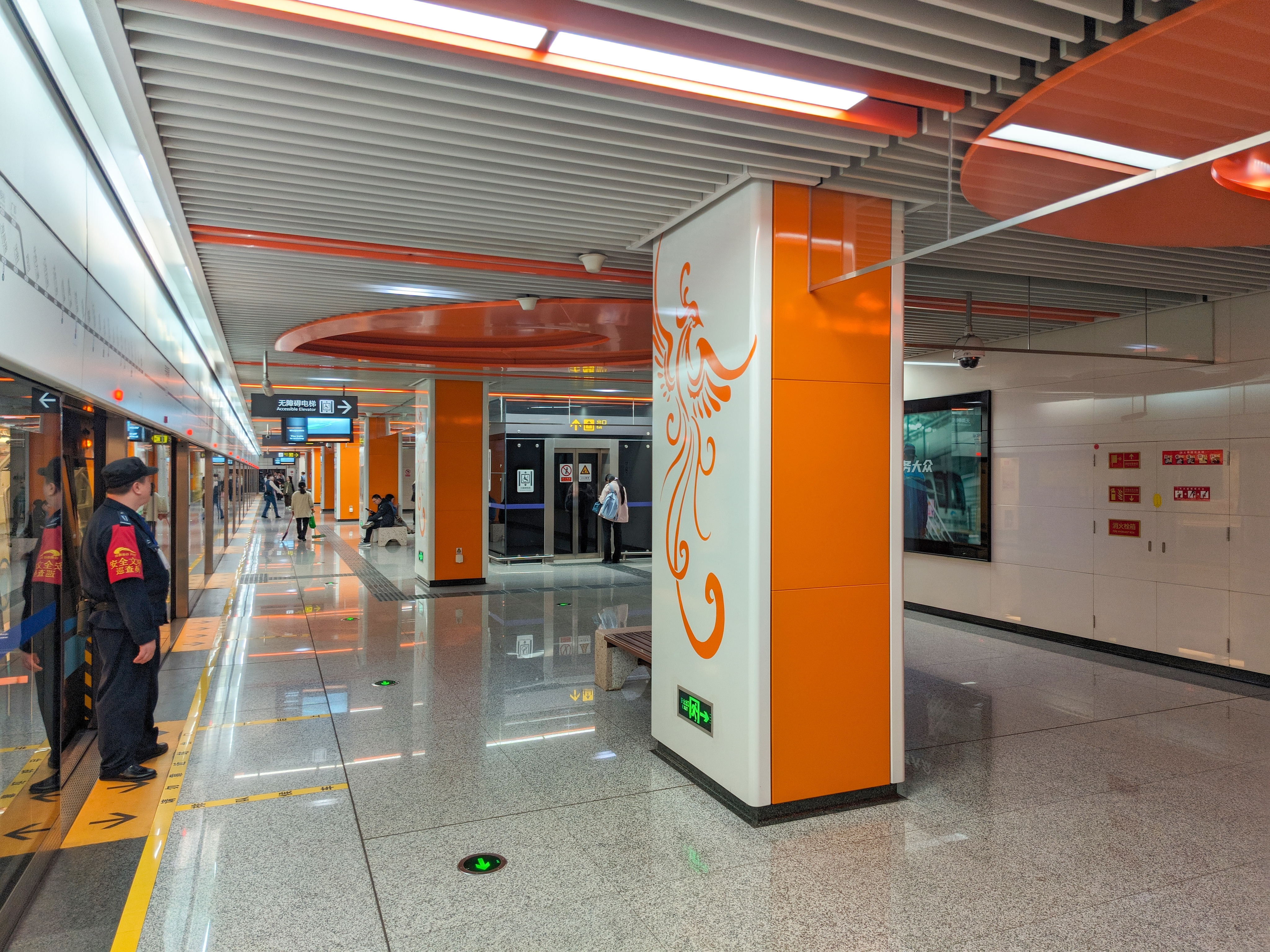
1号线站台层
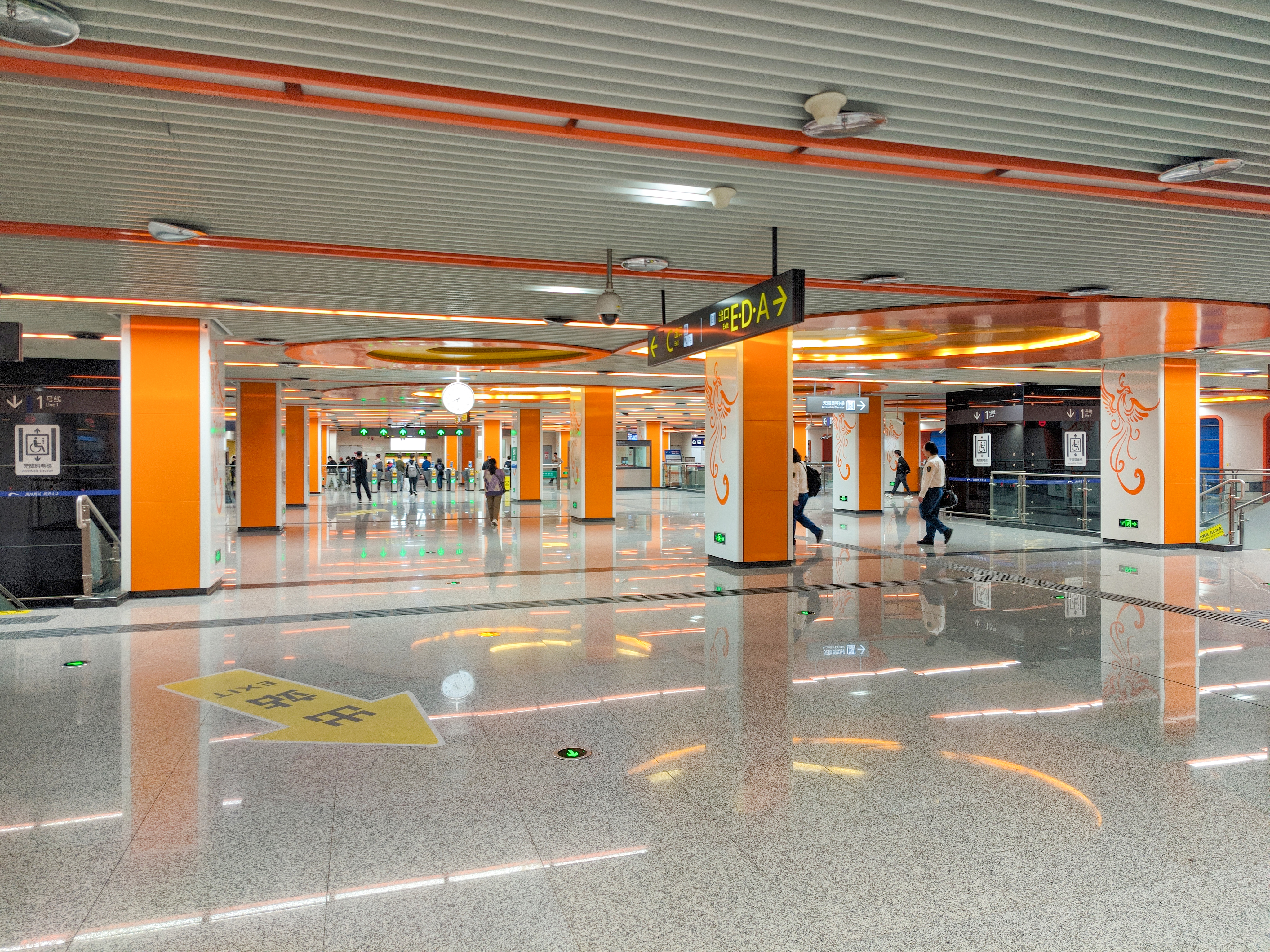
1号线站厅层
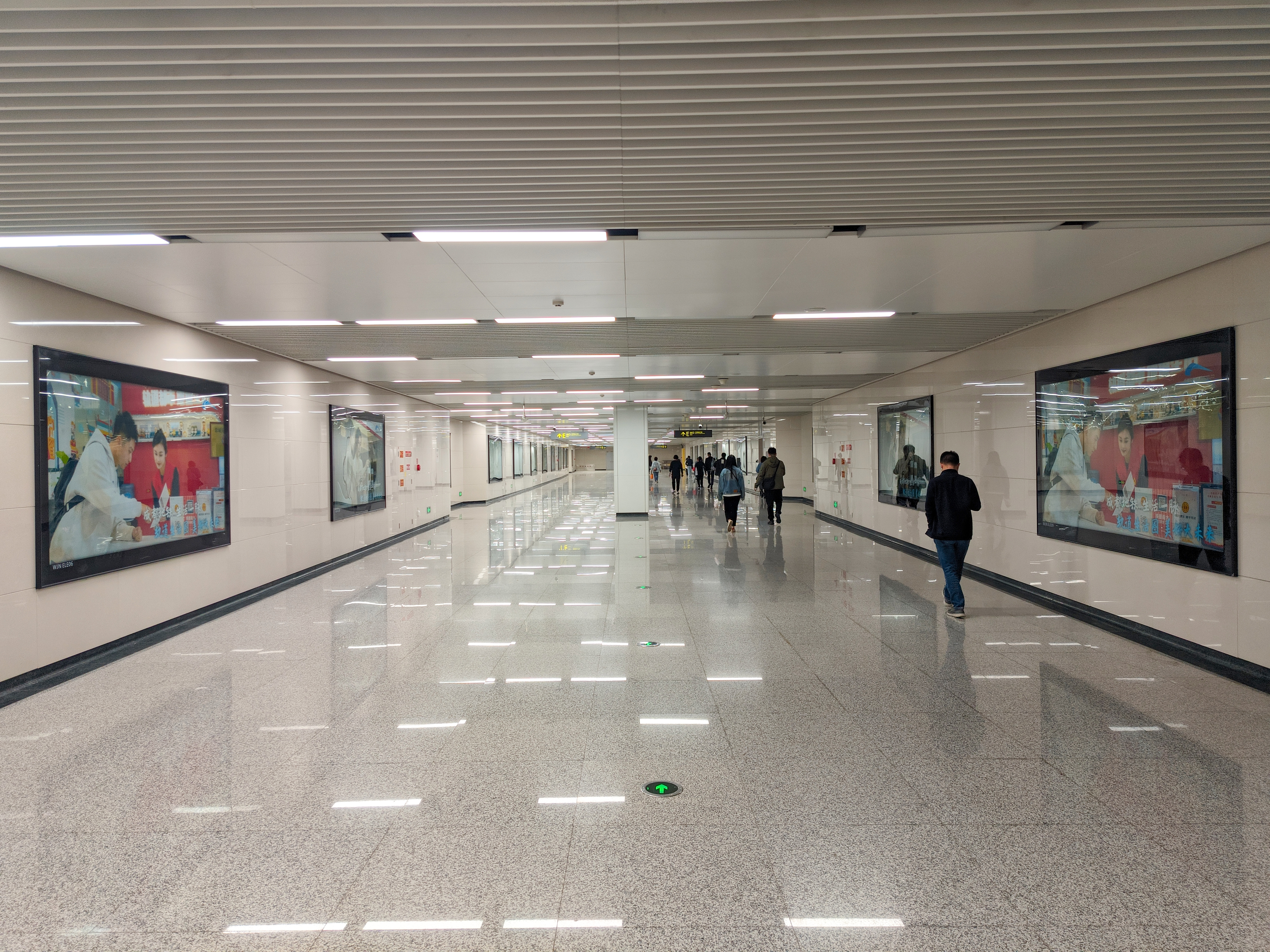
1号线站厅往出入口的通道
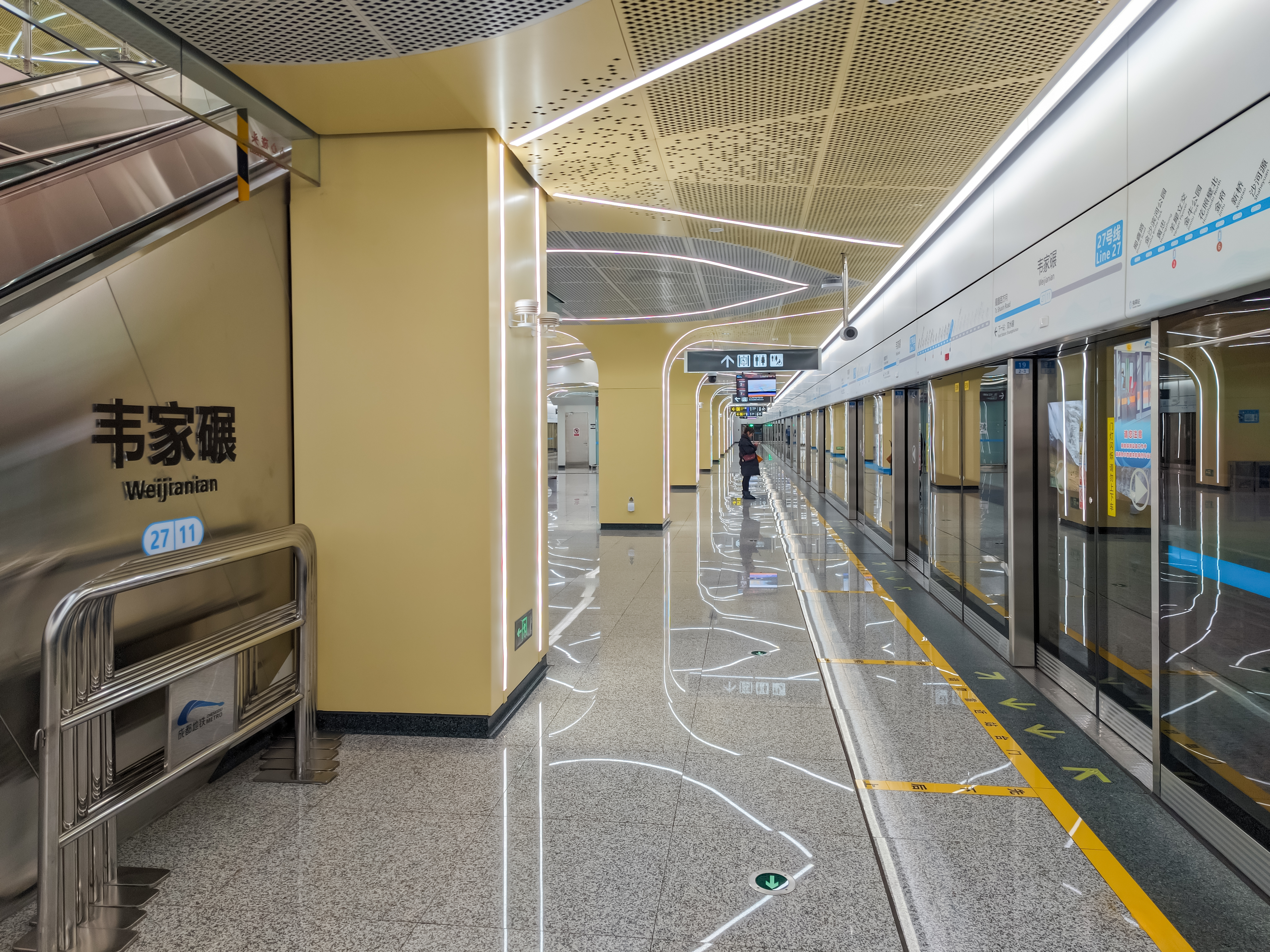
27号线站台层
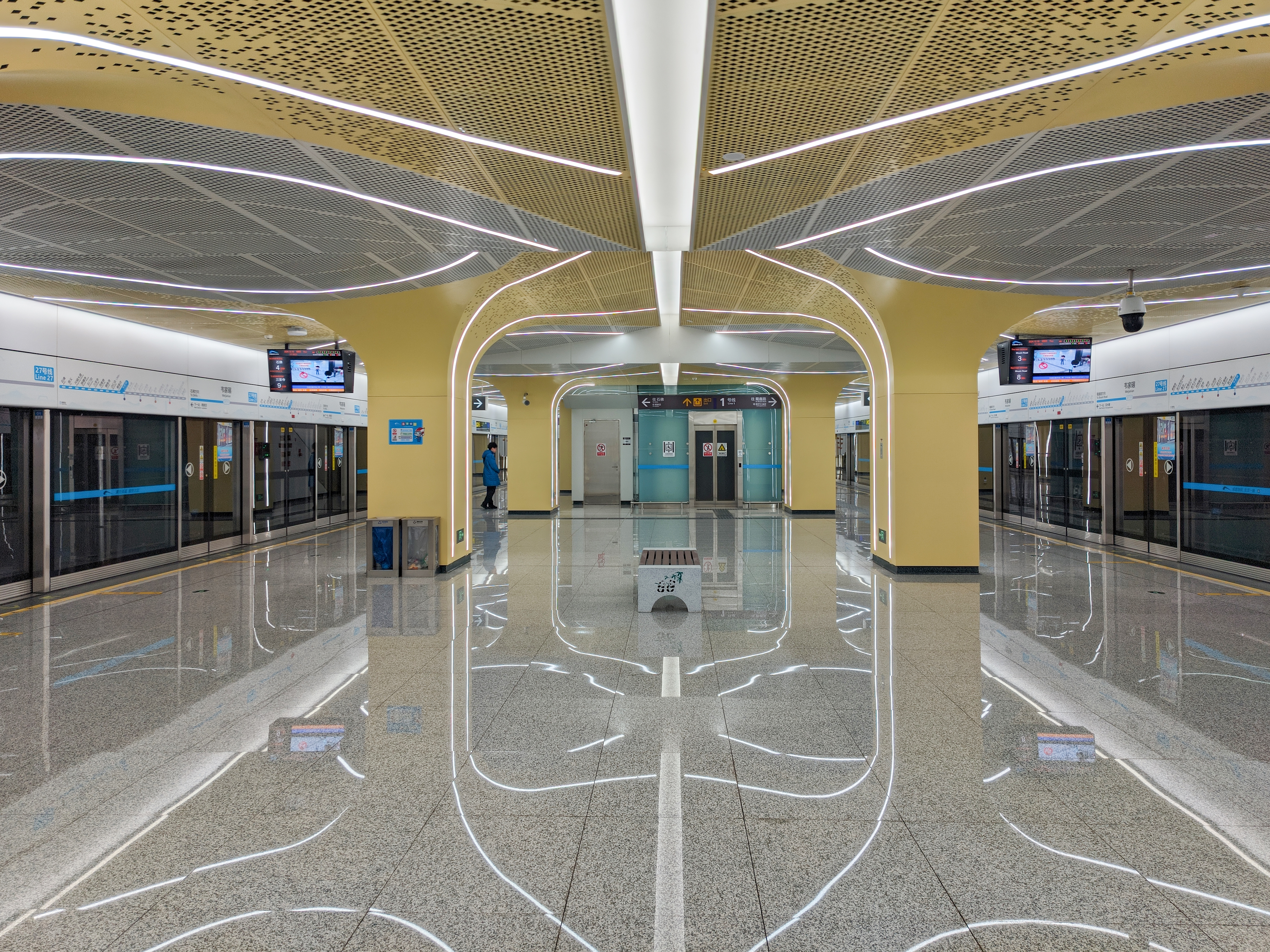
27号线站台层
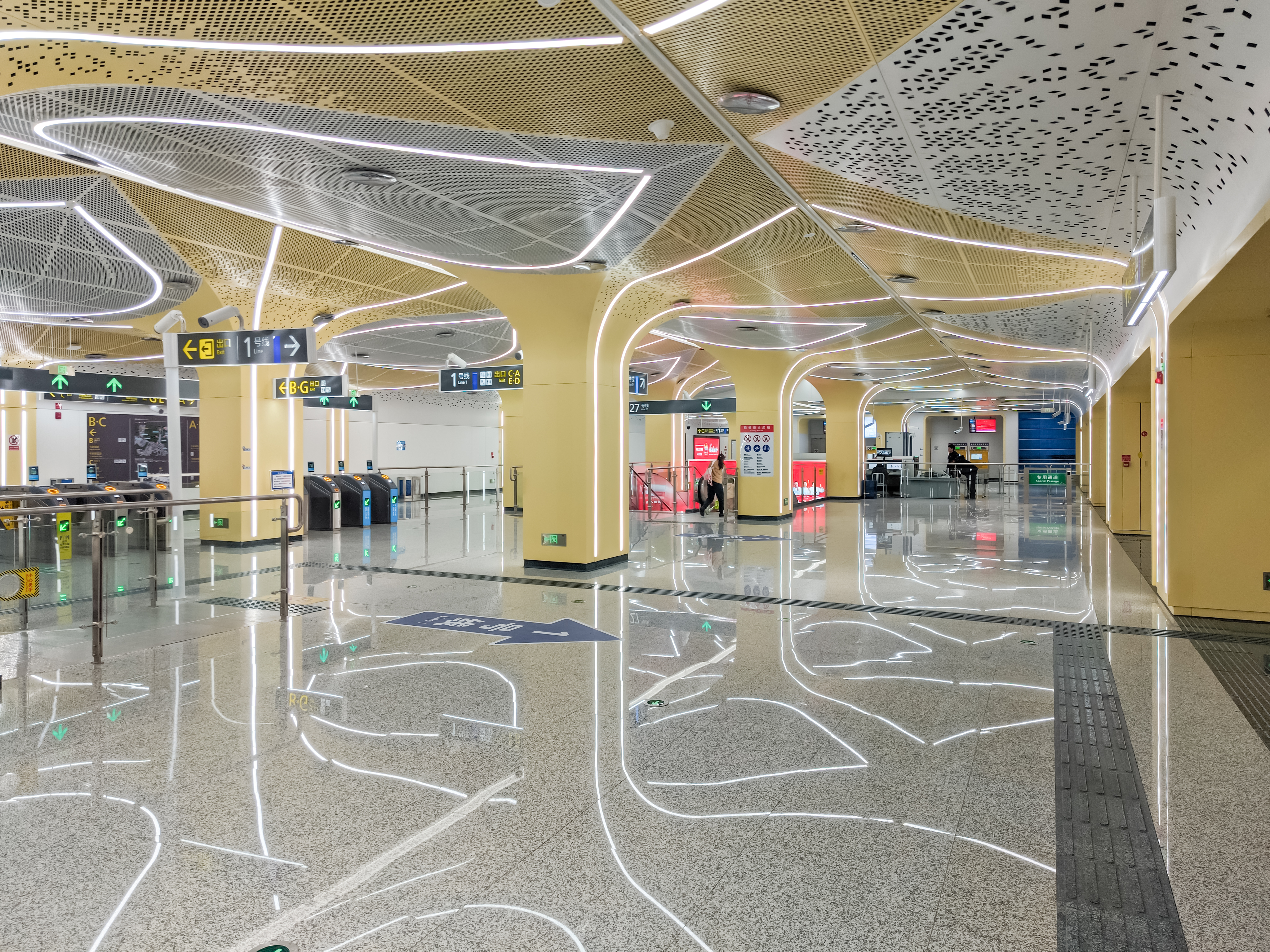
27号线站厅层

本站为1号线内装标准站。因位于凤凰山区域，延续1号线一期“一站一景”的理念，本站以凤凰为基本元素，寓意成都北改，凤凰涅槃。顶部天花以凤尾为造型，柱子丝印凤凰涅槃的图案。

## 出入口
本站目前开放6个出入口。
|          |                         |                                                    |      |
|          |                         |                                                    |      |
| 编号     | 设施                    | 指示                                               | 照片 |
|          |                         | 双瑞四路、北三环路三段                             |      |
| 出口 · B | 无障碍电梯 无障碍卫生间 | 双瑞四路、韦家碾三路                               |      |
| 出口 · C | 无障碍卫生间 哺乳室     | 双瑞四路、韦家碾三路、青冈北路、青冈南路、荆竹西路 |      |
| 出口 · D | 无障碍电梯              | 荆翠西路、青冈北路                                 |      |
| 出口 · E |                         | 北三环路三段                                       |      |
| 出口 · G | 无障碍电梯              | 荆翠西路、双瑞三路                                 |      |

## 公交换乘
136路、146路、246路等。

## 历史
- 2017年4月8日，1号线车站主体结构封顶。[9]
- 2018年1月15日，1号线车站移交运营公司接管，是成都地铁开建12年来，站后机电施工周期最短的车站[10]。
- 2018年3月18日，1号线车站正式开通使用。[2]
- 2021年4月9日，27号线车站主体结构开始施工。[11]
- 2021年7月31日，27号线车站主体结构封顶。[12]
- 2023年5月20日，S11线车站开始打围。[13]
- 2023年8月4日17时至21时，第31届世界大学生夏季运动会闭幕式全要素演练期间，因位于闭幕式场馆附近，韦家碾站暂停运营服务。[14]
- 2023年8月8日17时至21时30分，第31届世界大学生夏季运动会闭幕式期间，因位于闭幕式场馆附近，韦家碾站暂停运营服务。[15]
- 2024年12月19日：27号线车站启用[3]。

## 未来发展
预计2027年成都市域铁路S11线（成都至德阳线）开通后，本站将成为1号线、27号线和S11线三线换乘站。S11线车站为地下两层岛式站台车站，总建筑面积约21936平方米，采用站厅换乘。
27号线及S11线将增设3个出入口，分别位于韦家碾横街两侧，韦家碾支路西侧。